# Фада
Фада (на френски: Fada) е административния център на департамента Западен Енеди в Чад и е разположен в платото Енеди. Населението му е 12 065 жители (към 2009 г.). Известен е със заобикалящите го пещерни рисунки и скални образувания.
Фада е родното място на сегашния президент на Чад Идрис Деби.